# Lluís Puig i Martorell
Lluís Puig i Martorell   (Palamós, 11 de setembre de 1975) és un polític i mestre d'educació física català, actualment alcalde de Palamós.

## Trajectòria
Ha estat integrant de la Colla Carnavalesca Els Pirats i De la Colla del Testament i secretari de l'associació Fira nadalenca de Palamós. Militant d'Esquerra Republicana de Catalunya (ERC) des de l'any 2005, el 2015 fou cap de llista per ERC a les eleccions municipals i va aconseguir guanyar-les, esdevenint alcalde amb 6 regidors republicans en un govern en coalició.
Es presentà novament com a cap de llista d'ERC a les eleccions municipals espanyoles de 2019. Fou escollit novament batlle de Palamós amb una majoria absoluta de 10 regidors. A les eleccions municipals del 2023 es va tornar presentar, tot i que abans havia dit que només és presentaria a dos mandats, va perdre la majoria absoluta i va passar a tenir 5 regidors. Va mantenir l'alcaldia amb un pacte de govern amb el PSC.
Al setembre de 2023 va confessar anar d'acompanyant a un cotxe de policia, fet que va amagar més d'un any ja que el cotxe va ser multat per excés de velocitat. Conseqüència d'aquest fet hi ha un procés judicial tancat perquè, presumptament, va sancionar als policies que van reconèixer que no s'havia fet tot el possible per esbrinar qui eren els ocupants del vehicle sancionat i se l'acusa de malversació, ocultació i prevaricació.